# Хартия малагасийской социалистической революции
Хартия малагасийской социалистической революции (фр. Charte de la Revolution Socialiste Malagasy) — программный и руководящий документ Демократической Республики Мадагаскар, учреждённой «красным адмиралом» Дидье Рацирака, президентом Мадагаскара и главой Верховного революционного совета в 1975—1993 годах. Из-за цвета обложки стандартного тиража её экземпляров Хартия была широко известна как Красная книга (малаг. Boky Mena) или Маленькая красная книжечка' (что отсылает также к распространённому именованию «Цитатника председателя Мао Цзэдуна»).

## Характеристика
Разработанная Верховным революционным советом под непосредственным руководством президента Д. Рацираки, Хартия была одобрена в декабре 1975 года 95,57 % голосов на всенародном референдуме при заявленной явке в 92 %. Содержание книги было сформировано из ряда речей, произнесённых Рациракой после прихода к власти, начиная с длинного выступления об идеологической ориентации нового правительства от 16 июня, в котором говорилось о выборе социалистического пути развития. Речь транслировалась в течение нескольких дней в августе и сентябре, а затем прошла коллективное редактирование, чтобы сформировать Хартию малагасийской социалистической революции. В недавно переименованной Демократической Республике книга формально получила надконституционные полномочия. Ей должны были следовать все разрешённые политические силы во главе с Авангардом Малагасийской революции, объединённые в Национальный фронт защиты революции.
Хартия провозглашала общие закономерности общественного развития, свойственные национально-демократическому этапу революции, и соответствующую долгосрочную программу социально-экономических преобразований, нацеленных на обеспечение национального суверенитета и экономической независимости Мадагаскара, развитие страны по пути «социалистической ориентации» и проведение антиимпериалистической внешней политики.
«Единственным, динамичным, исторически обоснованным путём взятия всем народом власти в свои руки» заявляется классовая борьба. «Социалистическая революция, — поясняла „Красная книга“, — это единственный возможный для нас путь для достижения быстрого, гармоничного (экономического, социального, культурного) независимого развития». Согласно Хартии, основной целью новой Демократической Республики было построение «нового общества», основанного на социалистических принципах и руководимого действиями «пяти столпов революции», которыми были Высший революционный совет, крестьяне и рабочие, молодая интеллигенция, женщины и Народные вооружённые силы.
При этом опорной силой своей революции Хартия называла традиционную малагасийскую общину (фукунулуну), что ставило мадагаскарский эксперимент ближе к континентальным разновидностям африканского социализма, чем к марксизму. Согласно Хартии, в новых исторических условиях община приобретает «социалистическое содержание» и призвана стать «необходимым связующим звеном между населением и администрацией (в вопросах согласования, планирования и исполнения решений)»; одновременно основополагающим принципом её деятельности объявлялся заимствованный у ленинистких партий демократический централизм.
Документ ориентировал на создание «подлинно демократического общества, свободного от угнетения и эксплуатации человека человеком»; передачу «в руки государства и народа» основных средств производства; уничтожение всех форм дискриминации; равный для всех граждан доступ к культуре. Тогдашний этап развития революционного процесса в стране она характеризовала как «национально-демократический», призванный решать задачи общедемократического характера, как-то: ликвидация последствий колониализма и неоколониализма, укрепление политической и экономической независимости.
Хартия наметила и меры, которые должны были способствовать «самостоятельному и равномерному экономическому и социальному развитию Мадагаскара»: национализацию основных средств производства, банков и страховых компаний, введение государственной монополии внешней торговли, подготовку национальных квалифицированных кадров и т. д. Основа экономики страны, согласно Хартии, — сельское хозяйство, в котором предполагалось развитие кооперирование, а двигатель экономики — промышленность. Книга также определяла пути развития систем образования (демократизация, децентрализация и «малагасизация») и здравоохранения, улучшения условий труда и упорядочение зарплаты, внедрения «революционной законности». Впрочем, реализация этих обещаний на практике во многом дала противоположные результаты, включая многочисленные экономические трудности и стагнацию в борьбе с неграмотностью.
Остальные принципы в книге сосредоточены на принципах внешней политики Мадагаскара: дипломатическом неприсоединении страны, антиколониализме и антиимпериализме. Среди конкретных требований — поддержка справедливой борьбы народов против всех форм национального и расового гнёта; борьба за мир, за полное и всеобщее разоружение, превращение Индийского океана в зону мира; неприсоединение и позитивный нейтралитет; уважение принципов территориальной целостности, национального единства и невмешательства во внутренние дела других государств.
Большинство политик, введённых Рациракой под руководством «Красной книги», были отменены всего через несколько лет. Однопартийный режим (формально опиравшийся на коалицию 6 партий) на острове начал постепенно разрушаться, особенно после падения Берлинской стены в 1989 году, а в 1992 году всё ещё официально социалистический режим был заменён Третьей республикой Мадагаскар.